# Palazzo Vidoni Caffarelli

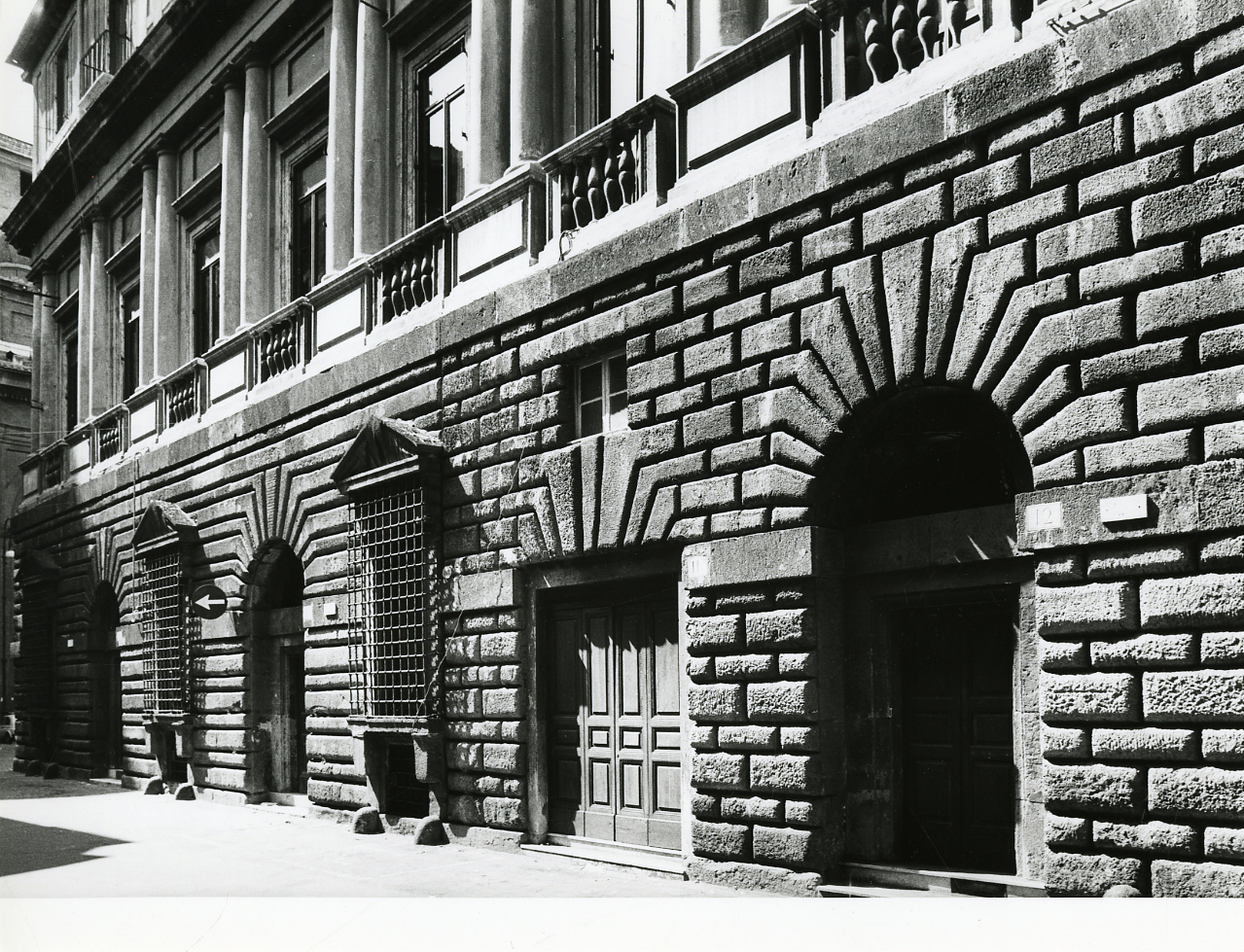
La porzione corrispondente alla costruzione originaria cinquecentesca, su via del Sudario

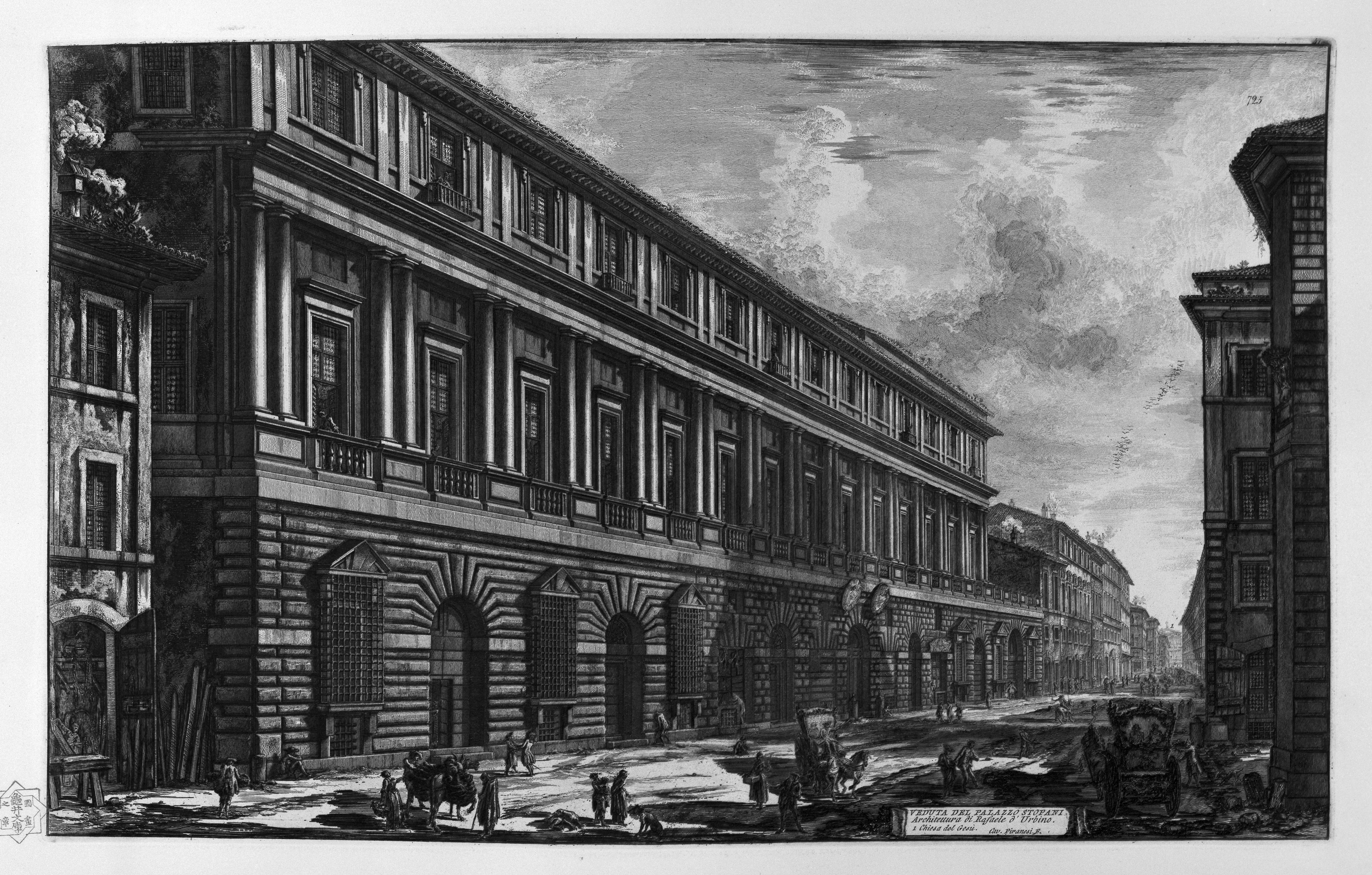
Il palazzo su via del Sudario in un'incisione di Giovan Battista Piranesi che mostra l'edificio già ampliato planimetricamente e sopraelevato

Palazzo Vidoni Caffarelli è un edificio di Roma, posto tra Via del Sudario, Piazza Vidoni e Corso Vittorio Emanuele II.
Rappresenta uno dei più antichi palazzi rinascimentali e in particolare uno dei pochi ancora esistente, seppure molto modificato ed ampliato, tra quelli costruiti nei primi decenni del XVI secolo, al tempo di Bramante e Raffaello, secondo il prototipo dell'oggi scomparso Palazzo Caprini.

## Storia
Nonostante sia stato attribuito per molto tempo, esclusivamente a Raffaello, probabilmente prese parte al progetto un suo fedele allievo, Lorenzo Lotti detto il "Lorenzetto".
Fu costruito tra il 1515 ed il 1536 per Bernardino Caffarelli inglobando edifici preesistenti appartenenti a una vasta proprietà della famiglia nel rione Sant'Eustachio.
La facciata dell'edificio originario corrisponde oggi a una porzione di quella su via del Sudario. Durante i lavori di fondazione furono rinvenute alcune sculture, probabilmente pertinenti al Portico di Pompeo; una di esse, il cosiddetto Abate Luigi, diventerà una delle sei Statue parlanti di Roma; per alcuni periodi fu ospitata nel palazzo stesso.
La sopraelevazione dell'ultimo piano e i vasti ampliamenti dell'edificio appartengono infatti a fasi di costruzione più tarde.
Nel XVIII secolo, l'edificio dopo vari passaggi arrivò in proprietà al cardinale Vidoni (dal quale l'attuale nome) che lo ingrandì; pervenne in seguito alla famiglia Giustiniani Bandini, cui risale l'ultimo ampliamento nel 1886 a seguito dell'apertura di Corso Vittorio Emanuele II, sul quale si apre oggi la facciata principale con un impaginato architettonico che imita, con una facciata scandita da paraste, quello della porzione cinquecentesca.

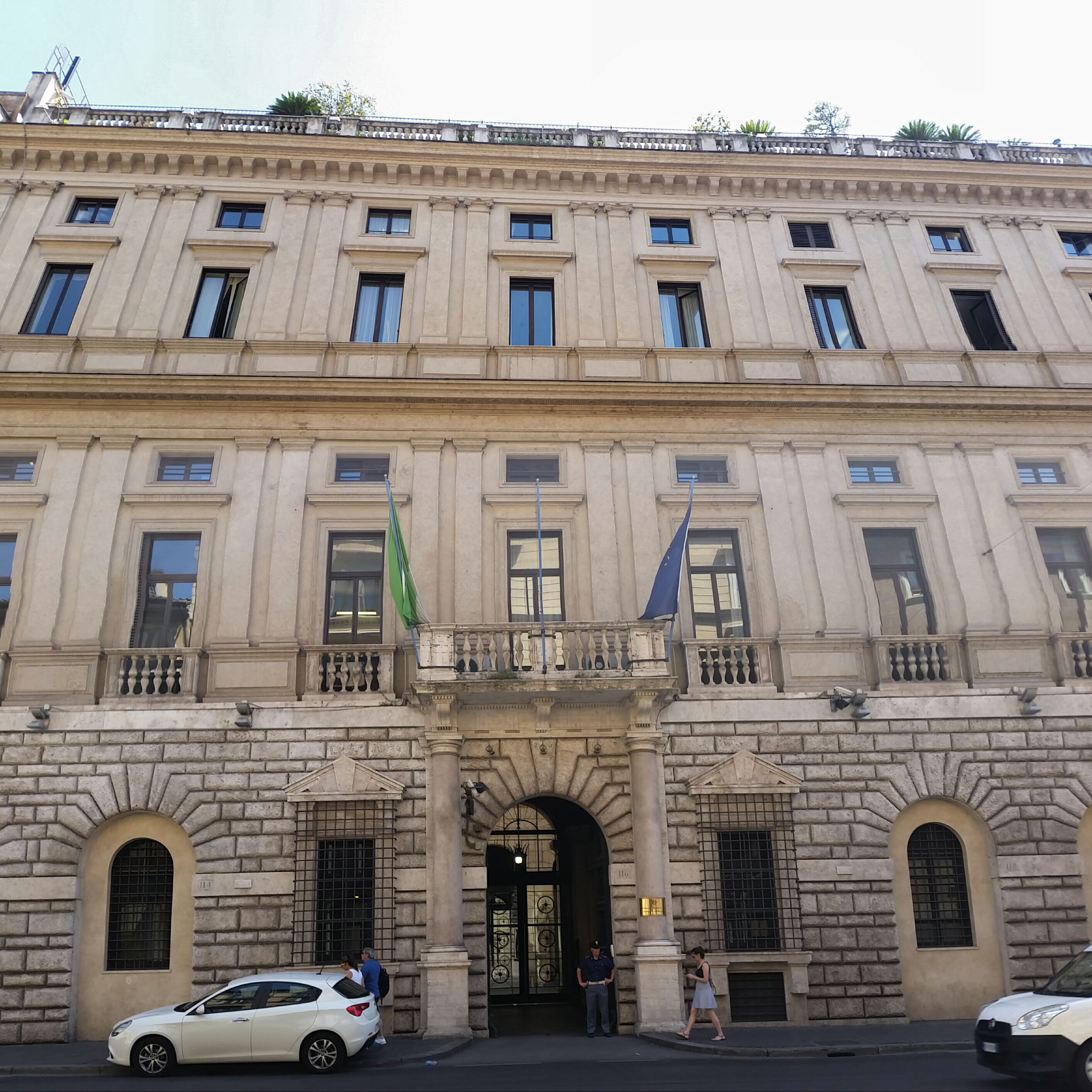
Palazzo Vidoni, facciata su Corso Vittorio.

Nel XX secolo fu Palazzo del Littorio. Oggi l'edificio è sede del Dipartimento della funzione pubblica.

### Patto di Palazzo Vidoni
Il 2 ottobre 1925, agli albori della dittatura, fu firmato a palazzo Vidoni uno storico accordo tra Confindustria e Confederazione delle corporazioni fasciste che di fatto eliminò il sindacato libero.

## Caratteri stilistici
L'edificio originario rispecchia un modello e uno stile riferibile non solo a Raffaello ma soprattutto a Bramante e in particolare allo scomparso Palazzo Caprini, residenza di Raffaello. La facciata presentava sette campate con il piano terreno trattato come un basamento bugnato a fasce orizzontali in tufo di colore scuro. Il piano nobile era invece scandito da coppie di semicolonne doriche con soprastante trabeazione, nella quale si rinuncia però al conseguente fregio con metope, reso difficoltoso dal raddoppio delle semicolonne, rendendo evidente l'intervento di un progettista meno dotato e personale di Raffaello.

## Patrimonio artistico
Il palazzo conserva, nella sala "Carlo V", importanti affreschi cinquecenteschi, raffiguranti momenti della vita dell'imperatore, dei quali non si conosce l'autore e forse da riferire alla scuola di Perin del Vaga, allievo di Raffaello.
 Altri affreschi settecenteschi, un tempo attribuiti a Mengs sono stati di recente attribuiti ad artisti romani del XVIII secolo (Nicola Lapiccola, Bernardino Nocchi, Tommaso Conca, Ludovico Mazzanti).
All'interno, nel cortile sono conservate alcune statue romane e una fontana ricavata da un sarcofago del periodo classico.